# 牟坪镇
牟坪镇，是中华人民共和国四川省宜宾市翠屏区下辖的一个乡镇级行政单位。

## 行政区划
牟坪镇下辖以下地区：
牟坪社区、牟坪村、双鱼村、双河村、八一村、金银社区村、高潮村、七一村、红农村、杏花村、工农村、建新村、绥庆村、群星村、民新村、庆丰村、庆南村、同心村和龙兴村。